# Йорданське озеро
Йорданське озеро  — місцева самоназва штучної водойми Опечень-1 у системі дренажних водойм Опечень, що знаходиться в Оболонському районі м. Києва. Згідно розпорядження КМДА від 8.02.2002 року №200 це технічний накопичувач дощового стоку.   
Сучасний вигляд цієї водойми сформувався під час будівництва району Оболонь у 1960-70-х роках 20 століття. Раніше в межах заплави Дніпра на території сучасної Оболоні існувала велика кількість старичних природних озер. Ці озера були дуже різні за розмірами та неглибокі. Значні глибини сучасних водойм Оболоні пов`язані з тим, що з них видобувався пісок для намиву навколишніх територій. За проектом будівництва району до неї з водойм системи Опечень надходять води з дощової каналізаційної системи. Метою створення було збереження навколишніх буівель та доріг від затоплення під час паводків.   
Розташоване між Оболонським проспектом і вулицею Йорданською в Оболонському районі міста Києва. 

## Основні параметри
Площа водойми 15,3 га. Площа прибережної захисної зони складає 8,2 га. Максимальна довжина 770 м, ширина від 80 до 260м. Дно не вивчене, орієнтовна глибина досягає 14—17 м. 

### Водний режим
Водний режим водойми залежить від атмосферних опадів, поверхневого стоку та підземного живлення. Значна частина вод надходить із дощової каналізації.  
Водойма є малопроточною стратифікаційною із утрудненим водообміном, що підвищує вразливість гідроекосистеми до несприятливого впливу антропогенних чинників.

## Екологічні проблеми
Оскільки у систему водойм Опечень спрямовані стоки з вулиць Подільського та Оболонського районів водойма значно забруднена. Дощові води приносять сюди бруд з доріг. Тому щорічно водойми включаються у перелік водойм, що не рекомедуються для купання.  
Водойма знаходиться між великими автомобільними магістралями, це також призводить до забруднення.  

## Біота
Детальні наукові дослідження видового складу флори та фауни не проводились. Проте у 2000-х роках співробітниками КП "Плесо" у водоймі було виявлено 42 види фітопланктону.  
Іхтіофауна представлена 25 видами. Найбільш типовими видами були: краснопірка, плітка, лящ, бичок пісочник, окунь, верховодка. Також трапляються йорж звичайний, головень європейський, судак, плоскирка, бичок гонець, тупоносий бичок західний, щука, карась китайський. Орнітофауна представлена типовими для водойм Києва видами: лиска, очереятнка велика, крижень, мартин звичайний, баклан великий. В окремі роки траплялись коловодник лісовий, коловодник великий, попелюх, чирянка велика та широконіска , гоголь, мартин сивий. Серед водних ссавців трапляються ондатра та бобер європейський 